# Fluktuacja
Fluktuacja, wahania przypadkowe – przypadkowe, niedające się przewidzieć, odchylenia od wartości średniej zmiennej losowej  – np. wielkości fizycznej – podlegającej stochastycznym zmianom w czasie i nie wykazujące żadnej tendencji.
Fluktuacje obecne są we wszelkich procesach stochastycznych, w fizyce zarówno w układach klasycznych, jak i kwantowych, także w ekonometrii, biologii itp. Związane są nieodłącznie z błędami statystycznymi oraz prognostycznymi. Występują jako składowa szeregu czasowego (trend + sezonowość + wahania przypadkowe).
Dla wielkości addytywnych, tj. proporcjonalnych do liczby N cząstek układu, dyspersja danej wielkości A(t) związana z jej fluktuacjami {\displaystyle \sigma ^{2}(A)=\langle A^{2}\rangle -\langle A\rangle ^{2}} jest proporcjonalna do N. Wobec tego względna fluktuacja
{\displaystyle {\frac {\sigma (A)}{A}}={\frac {\sqrt {N}}{N}}={\frac {1}{\sqrt {N}}}.}
Stąd dla układów makroskopowych, gdzie N jest rzędu liczby Avogadra, wpływ fluktuacji jest tak mały, że zazwyczaj może być pominięty.

## Przykłady fluktuacji
- drobne odchylenia w wartości gęstości w poszczególnych miejscach układu gazowego w stosunku do ilorazu ogólnej masy gazu i jego objętości
- wahania pH gleby, wilgotności
- w ekonomii np. efekty nieurodzaju, katastrof naturalnych, klęsk żywiołowych, wojen